# Бутырка (группа)
«Буты́рка» — российская музыкальная группа, основанная в 2001 году в Воронеже и исполняющая песни в жанрах русский шансон, блатная песня и городской романс.
За всё время существования группы записано 12 альбомов, включая официальные сборники и синглы.

## История группы

### Предыстория
В 1998 году Олег Симонов освободился из Иркутской колонии, где отбывал наказание в течение 8 лет. Там же он начал писать стихи и песни. Вернувшись в Воронеж с наработанным материалом, но без профессиональных музыкальных навыков, он обратился к воронежскому аранжировщику и музыкальному продюсеру Алексею Брянцеву и начал искать вокалиста. В это же время на дискотеках, свадьбах и в местных клубах выступал Владимир Ждамиров. Он случайно встретился с Симоновым, и таким образом возник их творческий тандем. В том же году они решили создать группу под названием «Дальний свет». В течение последующих двух лет на местной профессиональной студии записывался альбом «Пересылочка». После завершения записи Симонов начал предлагать материал различным лейблам. Впоследствии, в 1999 году, альбом был выпущен студией «Союз», однако не принёс группе ожидаемой популярности.

### Начало группы
На момент создания группы, у музыкантов уже было несколько новых записанных песен, среди которых были «Тает снег», «Бандероль» и «По этапу». Предложения Олега различным московским звукозаписывающим компаниям не приносили успеха, пока в 2001 году на их творчество не обратил внимание продюсер компании «Русский Шансон» Александр Абрамов. Он убедил директора фирмы «Master Sound Records» Юрия Севостьянова послушать группу. Севостьянов взялся за продвижение коллектива и издание нового материала. В том же году с коллективом был заключен контракт, однако группе пришлось сменить название, которое впоследствии прижилось. Появилось оно случайно, после того как 3 сентября 2001 года несколько заключённых совершили побег из Бутырской тюрьмы.

### Популярность группы и её дискография
Дебютный альбом группы «Бутырка» под названием «Первый альбом» вышел в 2002 году и моментально принёс группе популярность. В том же году вышел «Второй альбом». Третья пластинка группы «Весточка» вышла в январе 2004, в сентябре 2005 — четвёртый альбом «Икона», а в 2006 — «Пятый альбом» (Глобус).
Группа вела гастрольную деятельность и занималась созданием видеоклипов. Особенно популярным стал клип песни «Запахло весной» (режиссер Александр Тумандеев). За эту работу группа одержала победу в номинации «Открытие года» и получила премию за лучшее видео в жанре «Русский шансон».
В 2009 году был представлен «Шестой альбом», который включал лишь несколько новых композиций, а в 2010 — «Улица Свободы» и юбилейный альбом «Хулиган». Эти работы стали последними в рамках контракта с продюсерским центром «Русский Шансон». После этого коллектив принял решение развивать проект самостоятельно. С тех пор «Бутырка» начала выпускать песни и альбомы своими силами.

### Новый состав
В конце декабря 2013 года вокалист Владимир Ждамиров покинул группу, чтобы сосредоточиться на сольном проекте. Ему на смену пришёл молодой вокалист Михаил Борисов, который незадолго до этого освободился из тюрьмы. В феврале 2015 года Борисов попал в серьёзную автомобильную аварию. Полученные травмы не позволили ему выдерживать напряжённый гастрольный график, что вынудило группу взять на подмогу второго вокалиста — Андрея Быкова, с которым судьба сводила их ещё в 1999 году.
Но, несмотря на усилия всего коллектива, Борисов всё же покинул группу. С середины 2015 по 2019 год Андрей Быков занимал место основного солиста. В этот период выходят три альбома: в 2014 — альбом «Вернусь домой», в 2015 — «Свиданка», в 2019 — «Голубка».
В период с 2019 по 2024 год состав группы существенно изменился и пополнился новыми участниками. Среди них — нынешний солист Евгений Капустянский, который присоединился к коллективу в 2020 году.

## Дискография
| Студийные альбомы - 2002 — «Первый альбом» - 2002 — «Второй альбом» - 2004 — «Весточка» (переиздан в 2023 году) - 2005 — «Икона» (переиздан в 2023 году) - 2007 — «Пятый альбом» - 2009 — «Шестой альбом» - 2010 — «Улица свободы» - 2010 — «Хулиган» - 2014 — «Вернусь домой» - 2015 — «Свиданка» - 2019 — «Голубка» - 2022 — «Невиновен» Официальные сборники - 2004 — Greatest Hits. Лучшие песни - 2007 — Лучшие песни. Часть I - 2007 — Золотой альбом - 2008 — Баллады и лирика - 2009 — «По ту сторону забора» (Dance Version) - 2009 — Платиновый альбом - 2010 — Блатные. Лучшее за 10 лет - 2011 — Grand Collection - 2011 — Лучшие песни. Часть II - 2012 — «А для вас я никто…» - 2013 — Super Hits Collection - 2017 — Новое и лучшее - 2018 — Новое и лучшее - 2020 — Лучшее - 2022 — Лучшее за XX лет Синглы - 2015 — «День свободы» [EP Aльбом] - 2016 — «Молодость» (Radio Version) - 2017 — «Молодость» - 2017 — «За сургутский край» - 2021 — «Письмо» - 2021 — «Главбух» - 2022 — «Карантин» - 2022 — «Невиновен» - 2022 — «ЖиVa Россия» - 2024 — «Лёха» | DVD - 2004 — Greatest Hits. Лучшие песни - 2006 — Икона. Видеоальбом - 2007 — Живой концерт в Сибири - 2008 — Золотые хиты - 2011 — Grand Collection Концерты - 2007 — Живой концерт в Сибири - 2007 — Концерт в Чите - 2007 — Концерт в Воронеже - 2015 — Концерт в Питере (LIVE 2015) - 2016 — Свиданка. Видеоальбом - 2018 — Юбилейный концерт - 2019 — Концерт в Подольске (LIVE 2019) Концертные видео - 2003 — «Кольщик» (концерт памяти Михаила Круга, СК «Лужники», 05.04.2003) - 2007 — «Небеса», «Икона», «Запахло весной» (концерт памяти Юрия Севостьянова, КЦ «Меридиан», 17.05.2007) - 2011 — «Я душу к небу отпущу» (Славянский базар в Витебске) - 2018 — «Золотые купола» (концерт памяти Михаила Круга в «Крокус Сити Холл», 07.12.2017) Видеоклипы - 2004 — «Запахло весной» (реж. Александр Тумандеев) - 2006 — «Не мучь меня» - 2006 — «День рождения» - 2007 — «А для вас я никто» - 2011 — «Спешили не знали» - 2011 — «Вот и всё» - 2011 — «Гулял сентябрь» (дуэт с Яной Павловой) - 2014 — «Субботник» - 2016 — «Свиданка» - 2016 — «Золотая свадьба» - 2016 — «Любимая моя» - 2017 — «Дожди омывают кресты» - 2017 — «Ветеран» - 2018 — «Улетают они» (памяти Романа Филипова) - 2019 — «Голубка» - 2019 — «Бессмертный полк» - 2022 — «Письмо» |

## Состав

### Нынешний состав[18]
- Олег Симонов — клавишные, автор стихов (с 2001)
- Евгений Капустянский — вокал (с 2020)
- Юрий Акимов — ударные (с 2001)
- Дмитрий Чунаев — гитара (с 2024)
- Алексей Дюнин — бас-гитара (с 2024)
- Виктор Колодяжный — звукорежиссёр (с 2024)
- Юлия Грибоедова — арт-директор (с 2001)

### Сессионные музыканты
- Вадим Глухов — гитара (2006)[19][20]

### Бывшие участники[18]
- Владимир Ждамиров — вокал, автор музыки (2001—2013)
- Михаил Борисов — вокал (2014—2015)
- Андрей Быков — вокал (2015—2019)
- Андрей Журавлёв — гитара (2001—2010, 2013—2024)
- Александр Калугин — гитара (2001—2007)
- Сергей Егоров — гитара (2007—2009)
- Александр Голощапов — бас-гитара (2001—2010, 2013—2024)
- Антон Смотраков — бас-гитара (2010—2013)
- Тагир Аляутдинов — ударные (2001—2006)
- Дмитрий Волков — звукорежиссёр (2001—2013)
- Валерий Лизнев — звукорежиссёр (2013—2023)
- Сергей Москаленко — звукорежиссёр (2013)[7]

## Использование музыки в массовой культуре
- Песня «Грев» звучит в фильме Петра Буслова «Бумер. Фильм второй» на 51 минуте[21].
- Песни «По этапу» и «Запахло весной» можно услышать в российской модификации для игры Grand Theft Auto: San Andreas — «GTA: Криминальная Россия», на радиостанции «Русский Шансон»[22].
- Песня «Отсижу за чужие грехи» звучит в 4-й серии сериала «Охота на асфальте».
- Песня «Не трогай осень» звучит в 10-й серии 2-го сезона сериала «Ивановы-Ивановы».